# 多賀城市
多賀城市（たがじょうし）は、宮城県のほぼ中央に位置する市。仙台都市圏を構成する市町村の一つである。1971年（昭和46年）市制施行。

## 概要
旧宮城郡の範囲に当たる。仙台市の北東側に隣接するため、そのベッドタウンとしての性格も持ち合わせている。仙台市への通勤率は43.2パーセント（平成22年国勢調査）。

### 地名の由来
市の名称は古代陸奥国府「多賀城」に因む。

## 地理

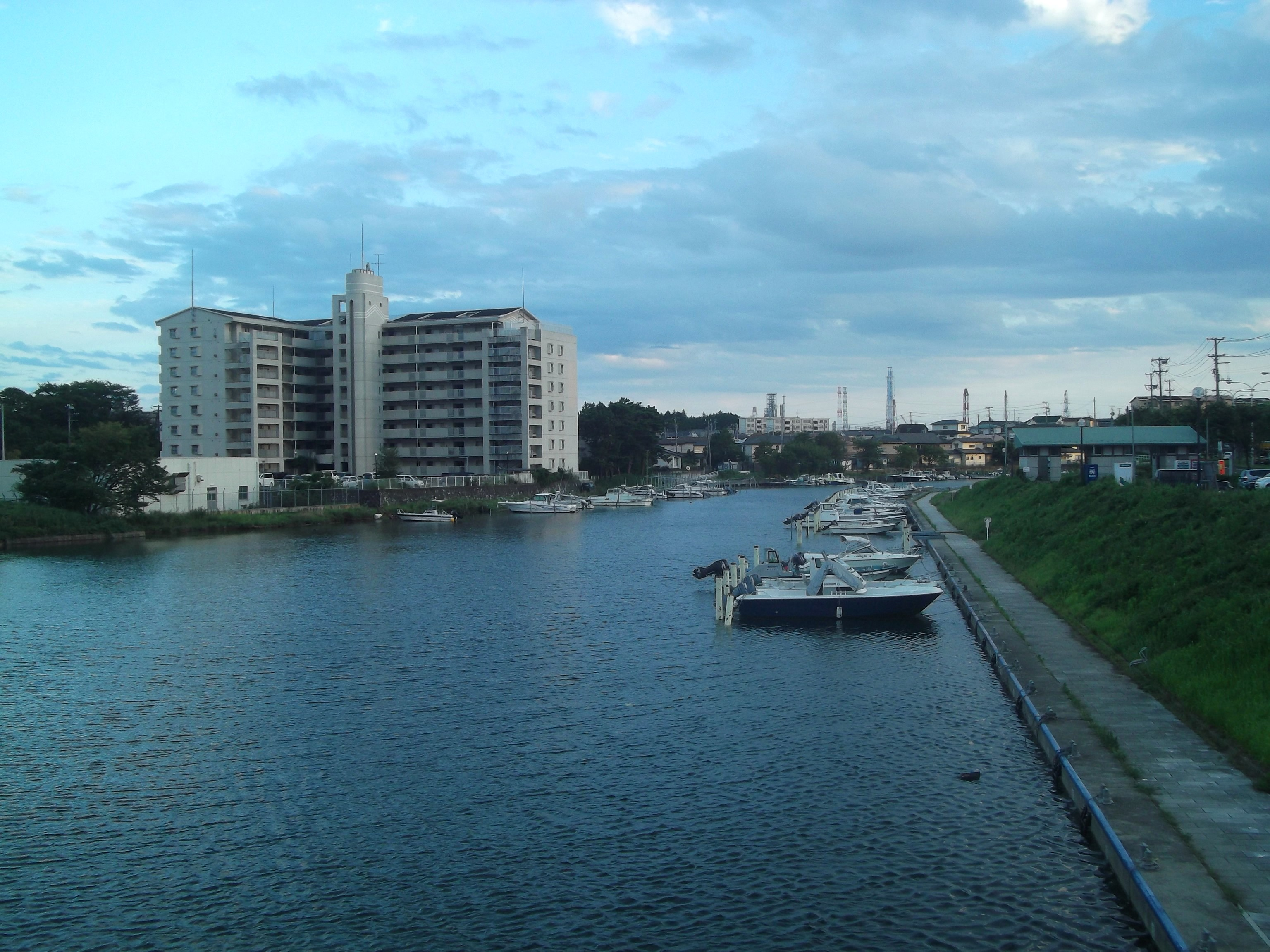
貞山運河

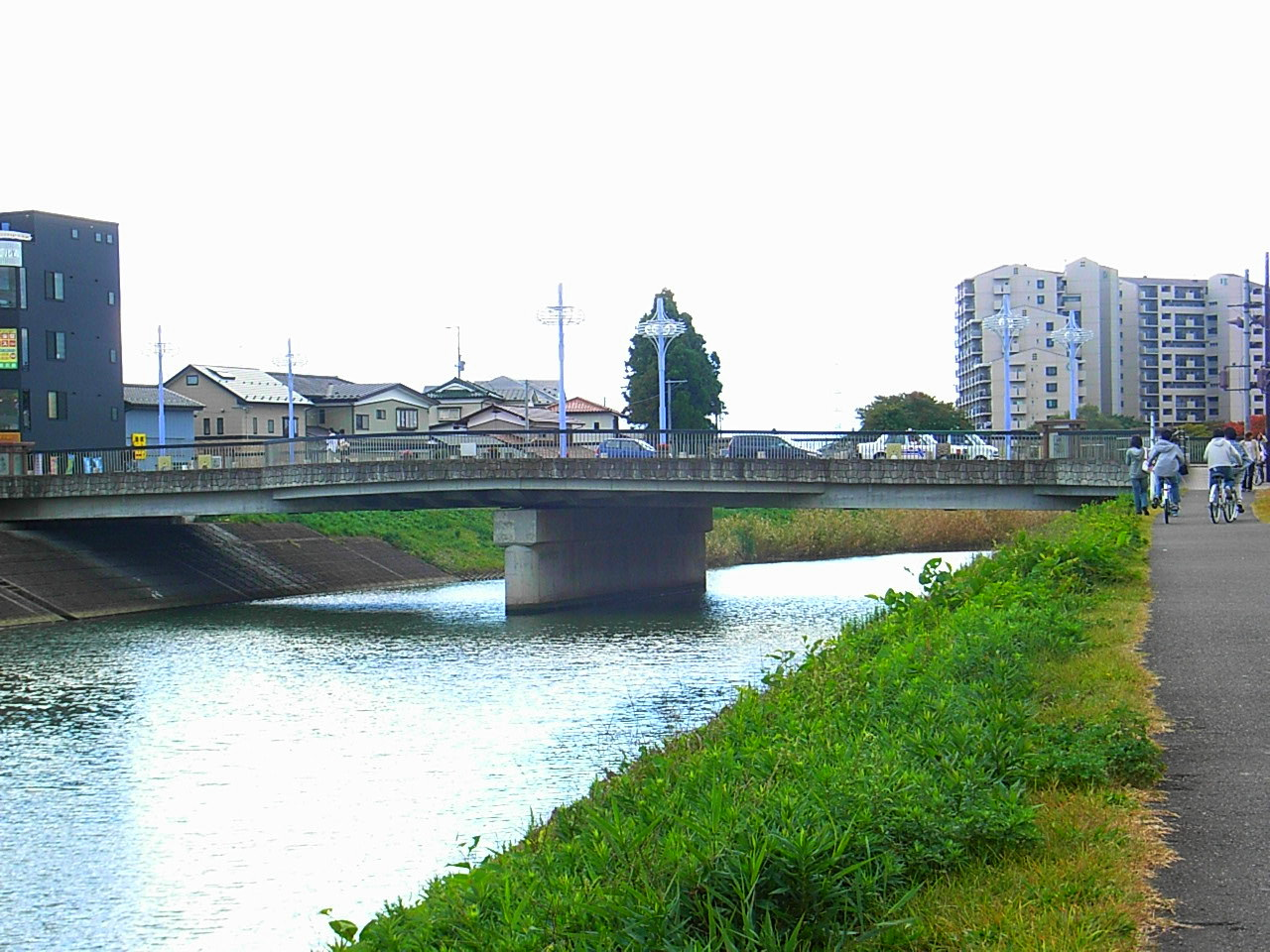
砂押川に架かる鎮守橋。

### 位置
仙台市の北東に位置し、市街地は丘陵地帯上にある。1942年（昭和17年）に海軍工廠が設置されて以降、市南部に工業立地が進んだ。仙台港の開港もこれに拍車をかけている。町は街道（国道45号）沿いに発展してきたため、商店はロードサイド店が多く、市の中心部が存在しないという特徴をもつ。仙台市中心部より鉄道をはじめアクセスが良好であることから、仙台都市圏の一角をなすベッドタウンとしても位置付けられ、市西部の水田地帯では住宅地の造成が進められている。1960年代には仙台市や多賀城町（当時）を含む広域合併を目指す仙塩合併議論もあったが、多賀城町が合併協議会から離脱してこの時の合併計画はなくなった。

### 地形

#### 河川
主な川
- 七北田川
- 砂押川

主な運河
- 貞山運河

#### 湖沼
主な沼
- 加瀬沼

### 地域

#### 住宅団地
- 多賀城ニュータウン
- 高橋コンフォートタウン
- 志引ニュータウン

### 人口
平成27年国勢調査より前回調査からの人口増減をみると、1.53パーセント減の62,096人であり、増減率は県下35市町村中12位。40行政区域中17位。
| |                                          |  |
| 多賀城市と全国の年齢別人口分布（2005年） | 多賀城市の年齢・男女別人口分布（2005年） |  |
| ■紫色 ― 多賀城市 ■緑色 ― 日本全国 | ■青色 ― 男性 ■赤色 ― 女性                |  |
| 多賀城市（に相当する地域）の人口の推移 \| 1970年（昭和45年） \| 36,677人 \| \| \| 1975年（昭和50年） \| 44,862人 \| \| \| 1980年（昭和55年） \| 50,785人 \| \| \| 1985年（昭和60年） \| 54,436人 \| \| \| 1990年（平成2年） \| 58,456人 \| \| \| 1995年（平成7年） \| 60,625人 \| \| \| 2000年（平成12年） \| 61,457人 \| \| \| 2005年（平成17年） \| 62,745人 \| \| \| 2010年（平成22年） \| 63,060人 \| \| \| 2015年（平成27年） \| 62,096人 \| \| \| 2020年（令和2年） \| 62,827人 \| \| |                                          |  |
| 総務省統計局 国勢調査より |                                          |  |
| 1970年（昭和45年） | 36,677人                                 |  |
| 1975年（昭和50年） | 44,862人                                 |  |
| 1980年（昭和55年） | 50,785人                                 |  |
| 1985年（昭和60年） | 54,436人                                 |  |
| 1990年（平成2年） | 58,456人                                 |  |
| 1995年（平成7年） | 60,625人                                 |  |
| 2000年（平成12年） | 61,457人                                 |  |
| 2005年（平成17年） | 62,745人                                 |  |
| 2010年（平成22年） | 63,060人                                 |  |
| 2015年（平成27年） | 62,096人                                 |  |
| 2020年（令和2年） | 62,827人                                 |  |

### 隣接自治体・行政区
宮城県
- 仙台市（宮城野区）
- 塩竈市
- 宮城郡：利府町
- 宮城郡：七ヶ浜町

## 歴史

### 先史
縄文時代
縄文時代前期には金堀貝塚があり、晩期には松島湾に近い橋本囲貝塚などで盛んに製塩土器を使った塩作りが行なわれた。
後の多賀城市域に限らず、松島湾沿岸は貝塚と製塩土器・遺構が集中して分布する地域であった。
弥生時代
弥生時代には、市内の五万崎地区から石包丁が出土している。枡型囲貝塚で見つかった籾の痕跡を残した土器は、山内清男の論文「石器時代にも稲あり」を生み、考古学史上著名である。市内の低地で水田稲作が営まれたと考えられるが、住居は見つかっていない。

### 古代
古墳時代
古墳時代から竪穴建物の集落が確認できる。山王遺跡と隣接する新田遺跡は一続きの大きな集落で、他に高崎遺跡があり、後に多賀城廃寺が造られる場所にも小さな集落があった。
付近には水田跡も見つかっている。海岸の大代地区には漁業に従事する人々が暮らしていたようである。
古墳時代の前期には、五万崎地区に方形周溝墓が営まれた。古墳としては小型の円墳である稲荷殿古墳や丸山囲古墳が築かれたが、前者は7世紀後半、後者は年代不明である。稲荷殿古墳が作られた時期には、崖に大代横穴墓群、橋本囲横穴墓群、田屋場横穴墓群といった横穴墓が盛んに作られた。
奈良時代
- 古代の陸奥国府
  - 8世紀に市域北西部の丘陵に多賀城が築かれた。多賀城創建時には陸奥国は分割され、石背国（現在の福島県中通りと会津地方）・石城国（現在の福島県浜通りと宮城県亘理郡）・陸奥国の三国が鼎立していた。分割された後の陸奥国は、今の宮城県よりやや狭い範囲で、多賀城はそのほぼ中央にある[12]。

それまで郡山遺跡にあった陸奥国府は、神亀元年（724年）に造営なった多賀城に移ったと推定されている。しかし、720年代末期には石背国・石城国・陸奥国は合併され、現在の福島県から宮城県に及ぶ広い陸奥国が復活したが、多賀城はその広い陸奥国の国府であり続けた。
多賀城には9世紀初めまで鎮守府も置かれ、出羽国まで含めた東北地方の政治・軍事の中心都市であった。日本全体の中でも、西の大宰府に対応する東の政治都市として重要な位置にあった。
城郭の南には町が広がり、当時七北田川が合流して流量が多かった砂押川に橋がかけられ、舟による運送があった。
奈良時代から平安時代はじめまで断続的に続いた蝦夷との戦いの中で、宝亀11年（780年）には伊治呰麻呂の反乱で攻め寄せてきた軍勢により略奪放火されたが、すぐに再建された。

### 中世
多賀城は平安時代の10世紀半ばまで機能したが、発掘調査ではその後国府にあたるような規模の痕跡が見つかっていない。にもかかわらず多賀国府は南北朝時代まで依然として史料に現われるので、国府は多賀城のそばで中世都市の遺跡がある仙台市宮城野区岩切あたりに移動したと考えられている。
文治5年（1189年）、源頼朝が奥州藤原氏を滅ぼすと、頼朝は伊沢家景と葛西清重を奥州惣奉行に任命した。伊沢家景は陸奥国留守職となり、多賀国府の留守所長官となった。その子孫は留守氏を称するようになり、現在の多賀城市を含む近隣を支配した。市域の南部には、在庁官人系の陸奥介氏（後に八幡氏）が所領を持った。
留守氏、八幡氏など国府付近の武士は、規模としては小さく、南北朝時代、戦国時代の争乱の中で自ら奥州の覇を争うことはできなかった。八幡氏は戦国時代に留守氏の家臣になり、留守氏は伊達氏に服属した。

### 近世
安土桃山時代
伊達氏はおおよそ現在の山形県南部、福島県、宮城県南部を領土としていたが、伊達政宗が扇動した葛西大崎一揆の後、豊臣秀吉の仕置きによっておおよそ宮城県、岩手県南部へと北へ追いやられ、天正19年（1591年）に政宗は岩出山城を居城とした。
慶長5年12月24日（1601年1月28日）より伊達政宗は仙台城を居城として仙台藩62万石を築いた。
江戸時代
これ以降明治4年（1871年）の廃藩置県まで、現在の多賀城市域を含む宮城郡は仙台藩の一部となる。尚、現在の多賀城市八幡地区に当たる八幡村には伊達家の準一家である天童氏が居館を置き、一帯を治めた。 

### 近現代
- 1889年（明治22年）4月1日 - 町村制の施行により、宮城郡新田村、山王村、南宮村、高橋村、浮島村、市川村、高崎村、八幡村、東田中村、留ヶ谷村、下馬村、笠神村及び大代村の区域をもって、多賀城村が発足する。
- 1951年（昭和26年）7月1日 - 町制施行して、多賀城町となる。
- 1964年（昭和39年）3月3日 - 多賀城町を含む仙台湾地区が新産業都市に指定される。
  - この結果、新産業都市建設促進法第23条に基いて多賀城町や仙台市を含む8市町村で「仙塩合併」が議論されたが、撤回された。
- 1969年（昭和44年）1月10日 - 現在の市章である町章を制定する[15]。
- 1971年（昭和46年）11月1日 - 市制施行して（県下9番目）、多賀城市となる。
- 1998年（平成10年）12月1日 - 仙台市及び多賀城市の区域の境界の変更をする。
- 2009年（平成21年）4月1日 - 仙台市及び多賀城市の区域の境界を変更する。
- 2011年（平成23年）3月11日 - 東日本大震災により被災。662ヘクタール（市域の約33.7％）が津波により浸水、市内では死者188人を数えた。[16]
- 2013年（平成25年）7月1日 - 仙台市及び多賀城市の区域の境界を変更する。

## 政治

### 行政

#### 市長
- 深谷晃祐（2020年10月25日就任、2期目[17]）

#### 歴代首長
| 代 | 氏名     | 就任日       | 退任日         | 備考 |
| -- | -------- | ------------ | -------------- | ---- |
| ―  | 大場源七 | 1959年5月1日 | 1971年10月31日 |      |

| 代     | 氏名       | 就任日         | 退任日        | 備考                                      |
| ------ | ---------- | -------------- | ------------- | ----------------------------------------- |
| 初     | 大場源七   | 1971年11月1日  | 1975年4月30日 | 1971年11月1日、市制施行に伴い市長となる。 |
| 2-6    | 伊藤喜一郎 | 1975年5月1日   | 1994年7月12日 | 在職中死去                                |
| 7-9    | 鈴木和夫   | 1994年8月28日  | 2006年8月27日 |                                           |
| 10-13  | 菊地健次郎 | 2006年8月28日  | 2020年10月9日 | 辞職                                      |
| 14・15 | 深谷晃祐   | 2020年10月25日 | 現職          |                                           |

### 議会

#### 市議会
多賀城市議会
- 定数：18人
- 任期：2023年9月10日まで

## 官公庁

### 国家機関

#### 国土交通省
- 東北地方整備局
  - 塩釜港湾・空港整備事務所
  - 東北技術事務所

#### 防衛省
自衛隊
- 陸上自衛隊 多賀城駐屯地

### 県政機関
- 中南部下水道事務所
- 仙台東土木事務所

## 施設

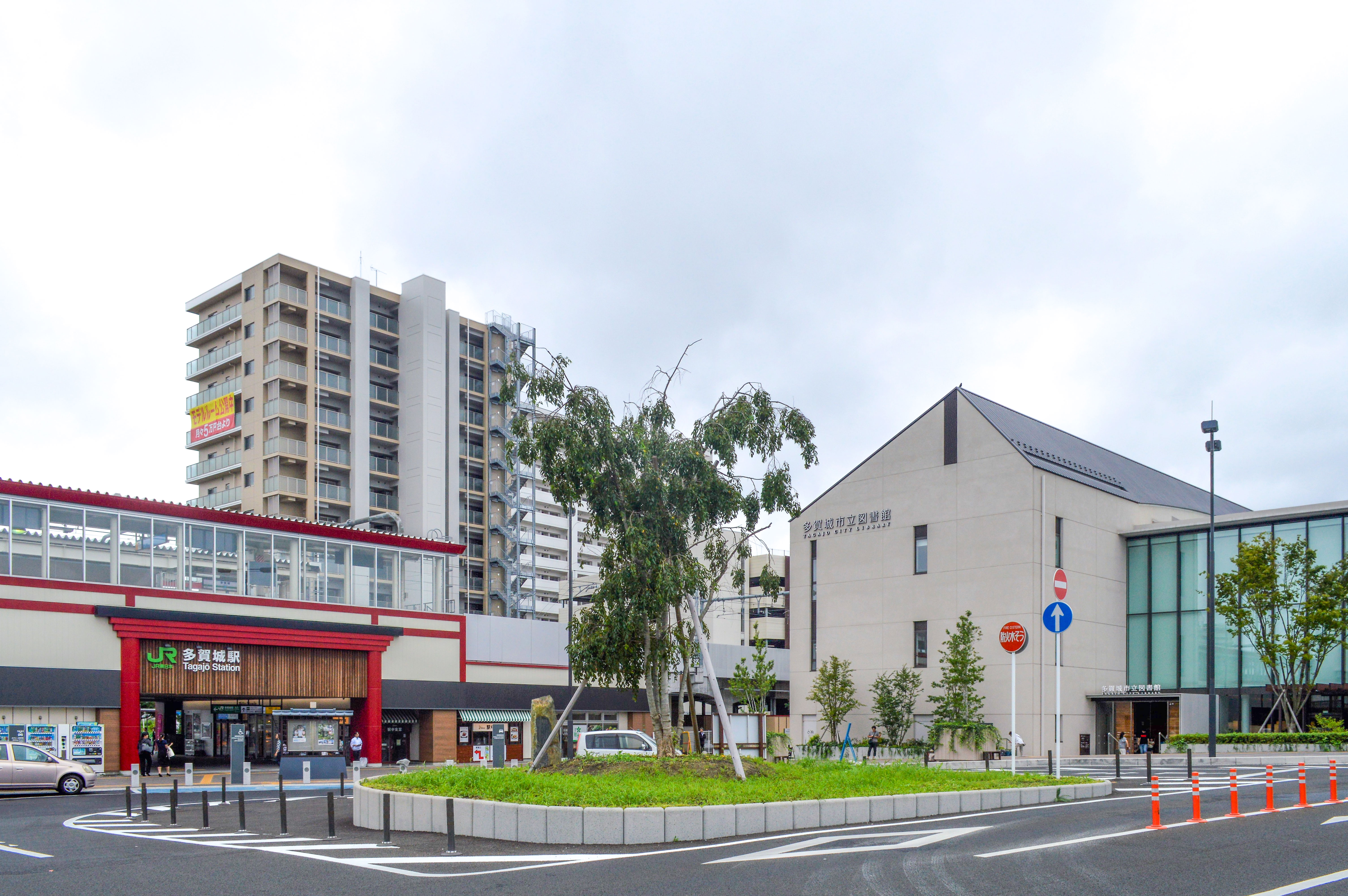
多賀城駅と多賀城市立図書館

### 警察
本部
- 宮城県警察 塩釜警察署（塩竈市）

交番
- 多賀城交番
- 南宮交番
  - 大代駐在所

### 消防
本部
- 塩釜地区消防事務組合（塩竈市）

消防署
- 多賀城消防署

### 郵便局
市内に集配拠点はなし。市内全域の集配業務は、塩竈市にある塩釜郵便局が担当している。
郵便局
- 大代郵便局
- 下馬郵便局
- 多賀城郵便局
- 多賀城高橋郵便局
- 多賀城明月郵便局

簡易郵便局
- 高崎簡易郵便局
- 南宮簡易郵便局
- 笠神簡易郵便局

### 図書館
- 多賀城市立図書館 - 佐賀県武雄市図書館・歴史資料館に引き続き、カルチュア・コンビニエンス・クラブとの連携で新図書館を運営することを発表した[19]。2016年3月21日に多賀城駅北口に移転の上、開館[20]。

## 対外関係

### 姉妹都市・提携都市

#### 国内
提携都市
- 太宰府市（九州地方 福岡県）[21]
  - 2005年（平成17年）11月21日提携
- 天童市（東北地方 山形県）[22]
  - 2006年（平成18年）4月22日提携
- 奈良市（近畿地方 奈良県）[23]
  - 2010年（平成22年）2月6日提携

## 経済

### 金融機関
- 七十七銀行多賀城支店・高砂支店・下馬支店（指定金融機関）
- 北日本銀行多賀城支店
- 仙台銀行多賀城支店・高砂支店
- 杜の都信用金庫多賀城支店
- 仙台農業協同組合多賀城支店・南宮支店

## 生活基盤

### ライフライン

#### 電信
- NTT東日本

電話番号
市外局番は仙台市などと同じ「022」である。多賀城市で利用されている市内局番は次のとおり。
- 塩釜収容局…361-1,3～9、362～367、762
- 多賀城収容局…309、368、389
- ひかり電話…仙台市と同一

多賀城市域では、塩釜収容局の局番と多賀城収容局の局番が混在している。

## 教育

### 中等教育学校
- 秀光中等教育学校

### 高等学校
県立
- 宮城県多賀城高等学校
- 宮城県貞山高等学校

私立
- 仙台育英学園高等学校（多賀城キャンパス）

### 中学校
市立
- 多賀城市立多賀城中学校
- 多賀城市立第二中学校
- 多賀城市立東豊中学校
- 多賀城市立高崎中学校
- 塩竈市立第三中学校（塩竈三中は塩竈市立でありながら所在地は多賀城市である。但し学区に多賀城市内は含まれていない。）

### 小学校
市立
- 多賀城市立多賀城小学校
- 多賀城市立多賀城東小学校
- 多賀城市立山王小学校
- 多賀城市立天真小学校
- 多賀城市立城南小学校
- 多賀城市立多賀城八幡小学校

## 交通

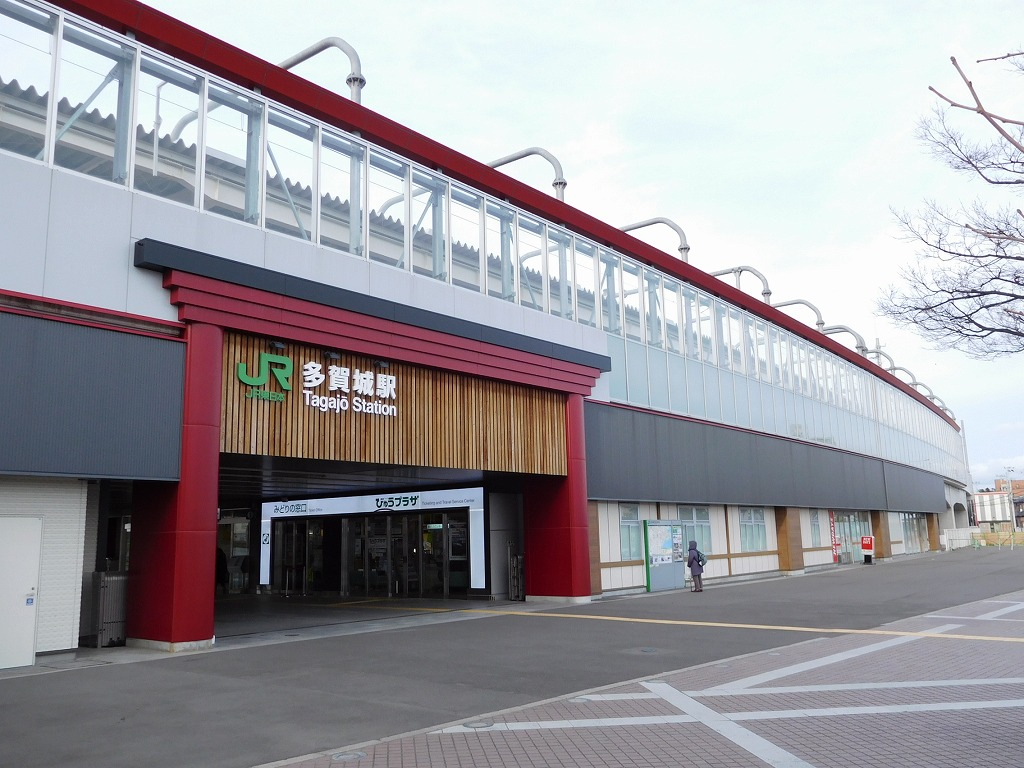
多賀城駅の駅舎。

### 鉄道
東日本旅客鉄道（JR東日本）
- 東北本線（仙石東北ライン）：陸前山王駅 - 国府多賀城駅
  - 支線（利府線）が岩切駅 - 新利府駅間で当市を通過しているが、駅はない。
- 仙石線：多賀城駅 - 下馬駅

仙台臨海鉄道
- 臨海本線：陸前山王駅 - 仙台港駅

この他、東北新幹線が仙台駅 - 古川駅間で当市を通過しており、新幹線総合車両センターの一部が当市にかかっている。

### バス

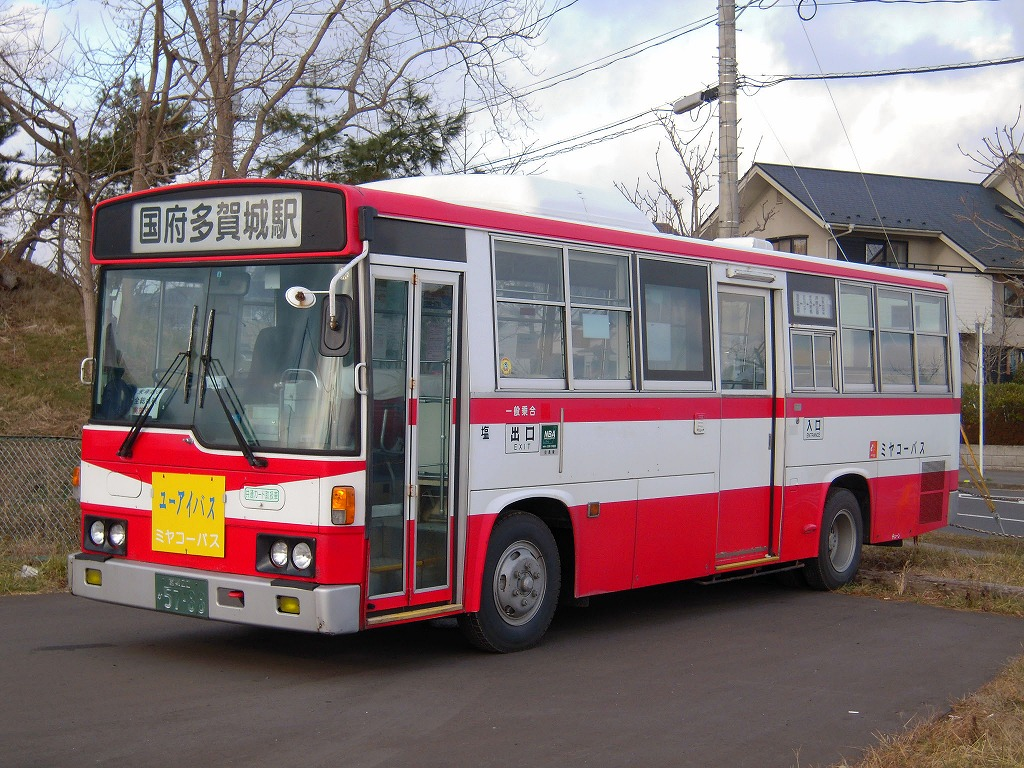
「ユーアイバス」多賀城東部線。

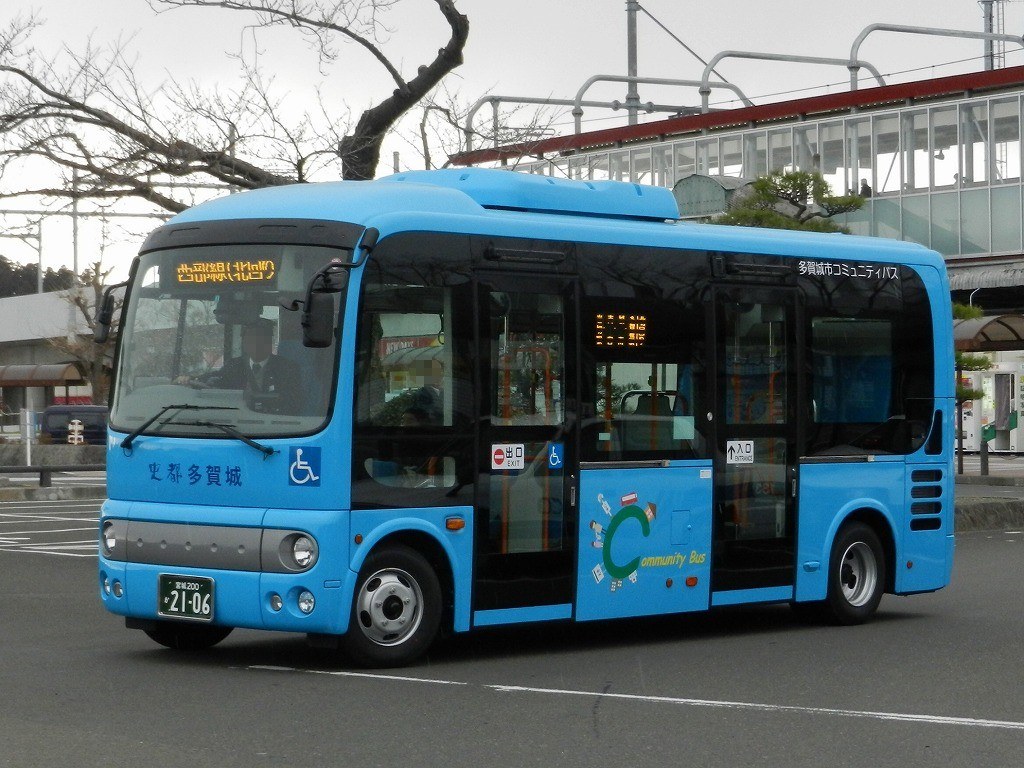
多賀城西部線。

#### 路線バス
以前は全ての路線が宮城交通によって運行されていたが、多賀城東部線（ユーアイバス）を皮切りに宮交バスシステム（現：ミヤコーバス）への移管を進め、2008年8月に全ての路線がミヤコーバスでの運行となった。宮城交通が運行するのはイベント時の多賀城駅 - 夢メッセみやぎ間の臨時バスのみである。「ユーアイバス」は、現在塩竈市・多賀城市・七ヶ浜町の委託により運行。
- ミヤコーバス
  - 荒井多賀城線：荒井駅 - アウトレット仙台港 - 仙台港フェリーターミナル入口 - 町前 - 末の松山 - 多賀城駅前
  - 汐見台団地線：多賀城駅前 - 県営アパート前 - 貝場 - 大代 - 松ヶ浜入口 - 汐見台中央 - 菖蒲田
  - 「ユーアイバス」多賀城東部線：国府多賀城駅 - 文化センター前 - 多賀城駅前 - 笠神新橋 - 要害入口 - 汐見台中央
- 多賀城西部線（仙塩交通受託運行）
  - （ヨークベニマル塩釜店前 - ）多賀城駅前 - 高崎中学校前（ - 東北歴史博物館前） - ヨークベニマル多賀城店前 - 山王地区公民館前 - 岩切駅前 - 北安楽寺 - 高橋一丁目 - ヨークベニマル多賀城店前（ - 東北歴史博物館前） - 高崎中学校前 - 多賀城駅前（ - ヨークベニマル塩釜店前）
    - 2006年5月 - 「ユーアイバス」多賀城西部線（宮交バスシステム（当時）に運行委託）廃止。
    - 2007年12月20日 - 「多賀城おでかけバス 万葉号」として運行を再開（同時に岩切駅前への乗り入れを開始）。多賀城北日本自動車学院の送迎車を活用し、無料運行していたが、2011年3月の東日本大震災により多賀城北日本自動車学院が甚大な被害を受けたため、以降の運行を休止していた[24]。
    - 2011年12月1日 - この日より2014年3月31日までの予定で「多賀城西部線」が試験運行の形で運行を再開（運行は仙塩交通に委託）。2012年3月31日までは運賃無料（以降は中学生以上1回100円）[25]。
    - 2013年7月29日 - この日より運行ルート・時刻を改正[26]。運賃は一乗車200円となる。
    - 2014年3月31日 - この日より運行順・一部路線を変更[27]。
    - 2016年5月1日 - この日より日曜・祝日にも運行を開始。
    - 2024年6月1日 - この日より運行ルート・時刻を改正[28]。
    - 2013年度の平日一日あたりの平均利用者数は65人であった[27]。
- 七ヶ浜町民バス「ぐるりんこ」（ジャパン交通受託運行）
- 仙台市営バス：高砂団地線の一部区間が多賀城市域（高橋地区）を経由する。

### 道路

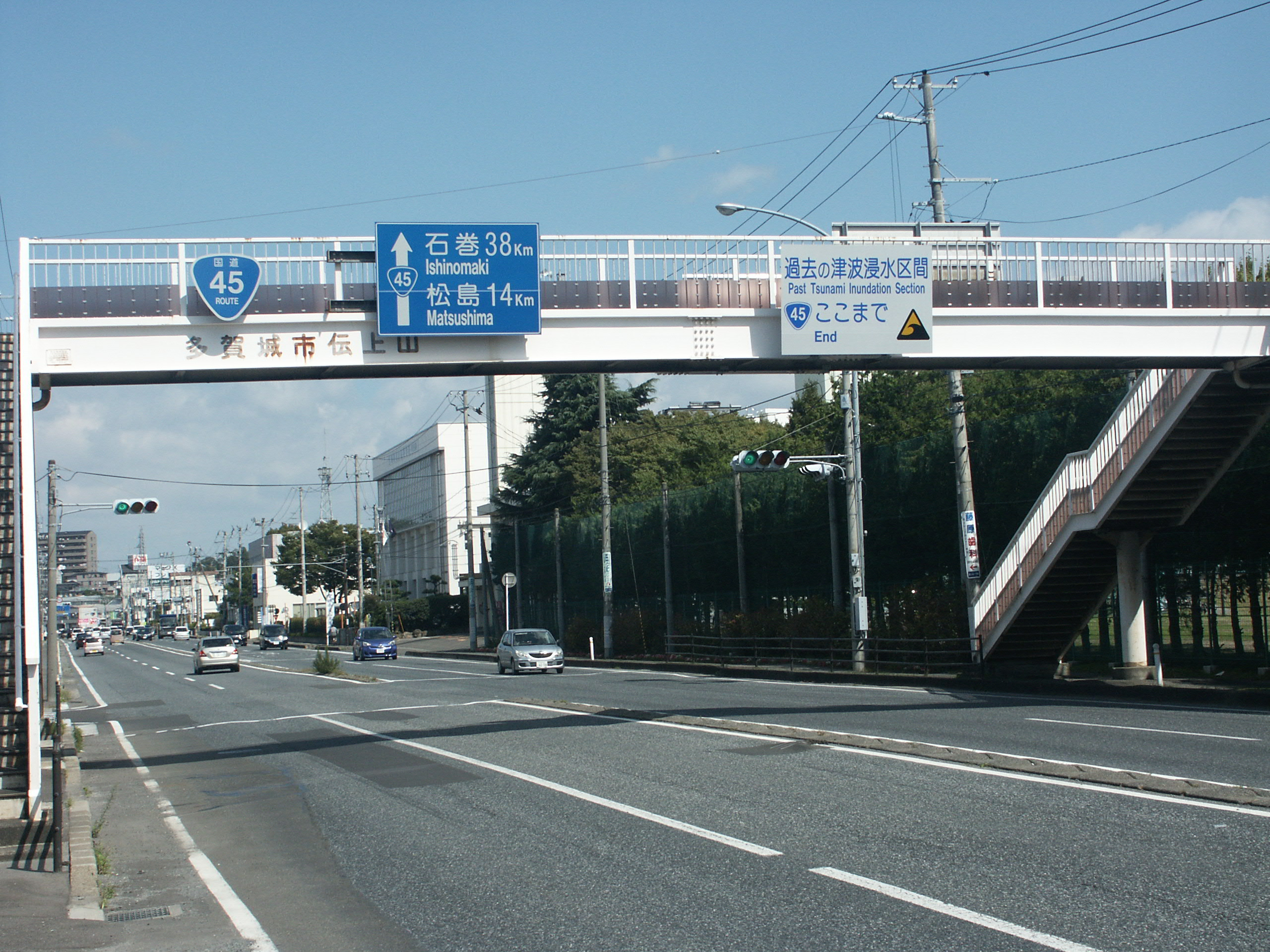
国道45号

#### 高速道路
東日本高速道路（NEXCO東日本）
- E45 三陸自動車道（自動車専用道路）
  - （仙台市）- (1-1) 多賀城IC - （宮城郡利府町）

#### 国道
- 国道45号

#### 県道
主要地方道
- 宮城県道10号塩釜亘理線
- 宮城県道23号仙台塩釜線
- 宮城県道35号泉塩釜線
- 宮城県道58号塩釜七ヶ浜多賀城線

一般県道
- 宮城県道143号多賀城停車場線

## 観光

### 名所・旧跡
奈良・平安時代に陸奥国府・多賀城がおかれていたため、多くの文化財や名所が残る。
- 特別史跡 「多賀城跡附寺跡」
  - 多賀城跡
  - 多賀城碑（重要文化財）
  - 多賀城廃寺跡
  - 館前遺跡（国司の居館跡）
  - 柏木遺跡（製鉄所跡）

- 末の松山
- 沖の井（沖の石）
- 浮島神社
- 多賀神社
- 陸奥総社宮
- 野田の玉川
- おもわくの橋

### 観光スポット
文化施設
- 多賀城市文化センター
- 東北歴史博物館

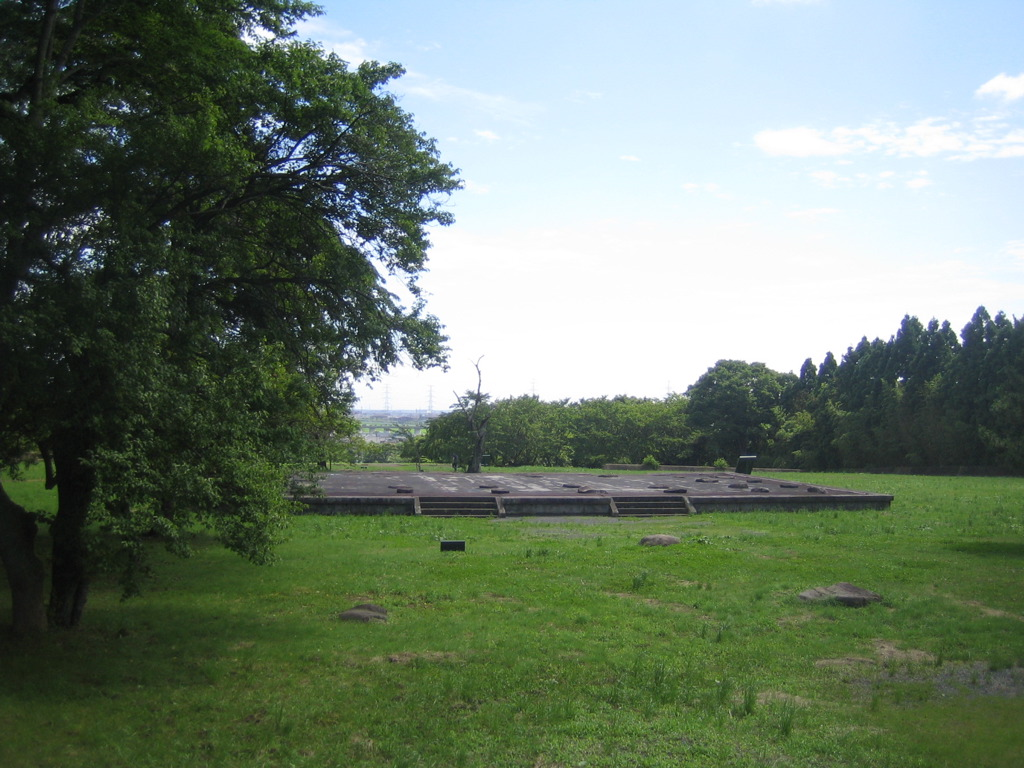
多賀城跡
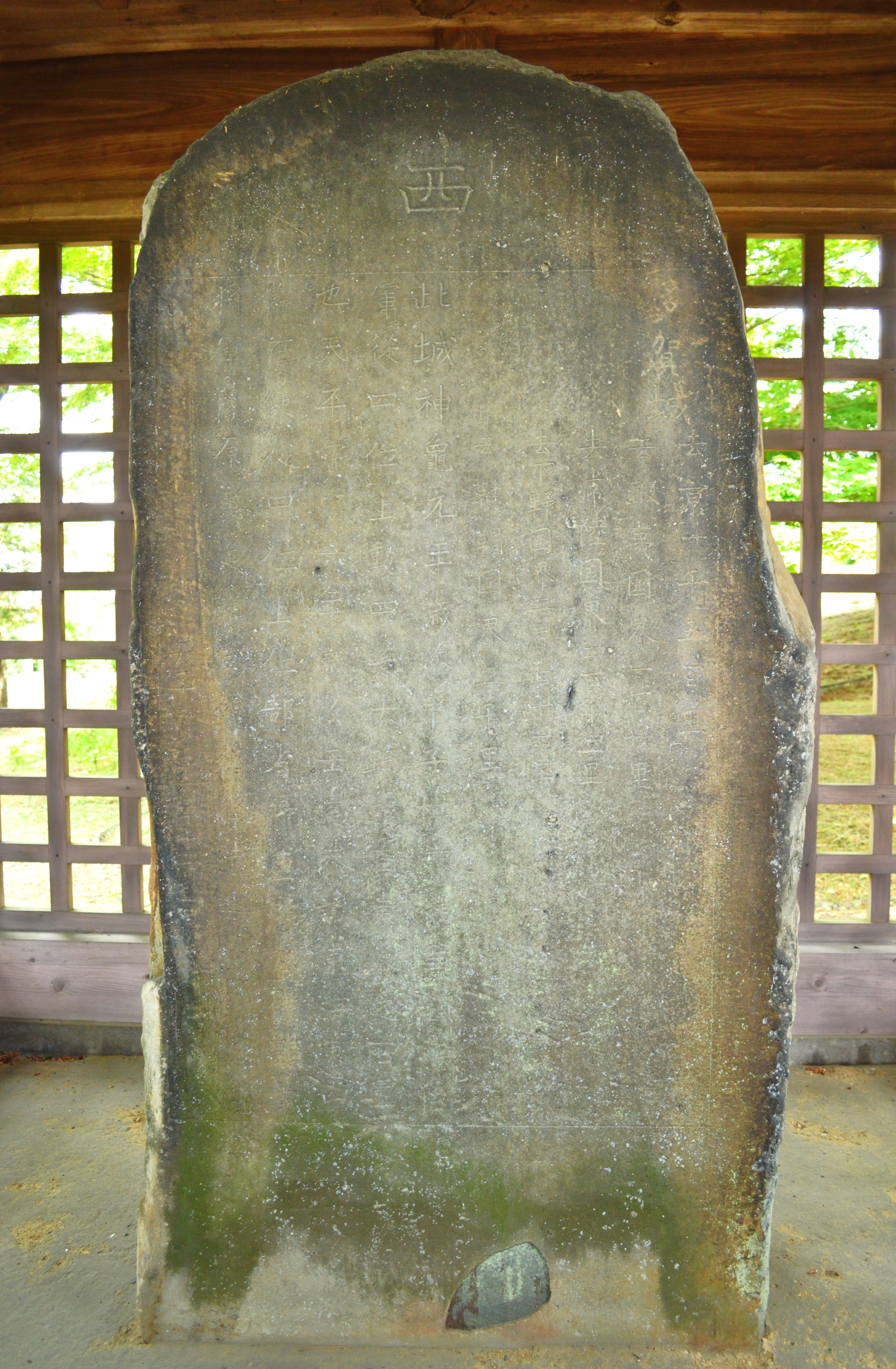
多賀城碑
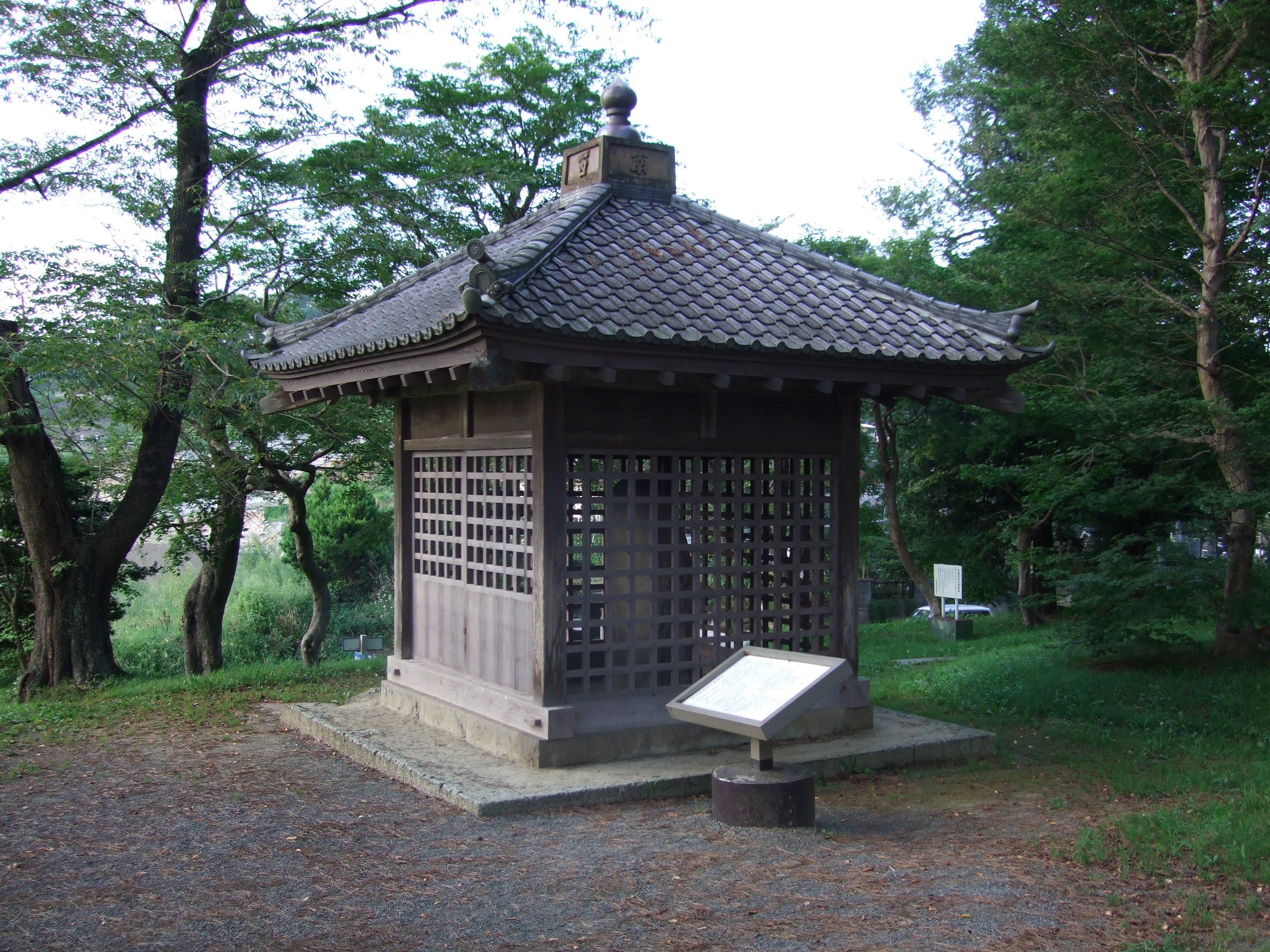
多賀城碑覆堂
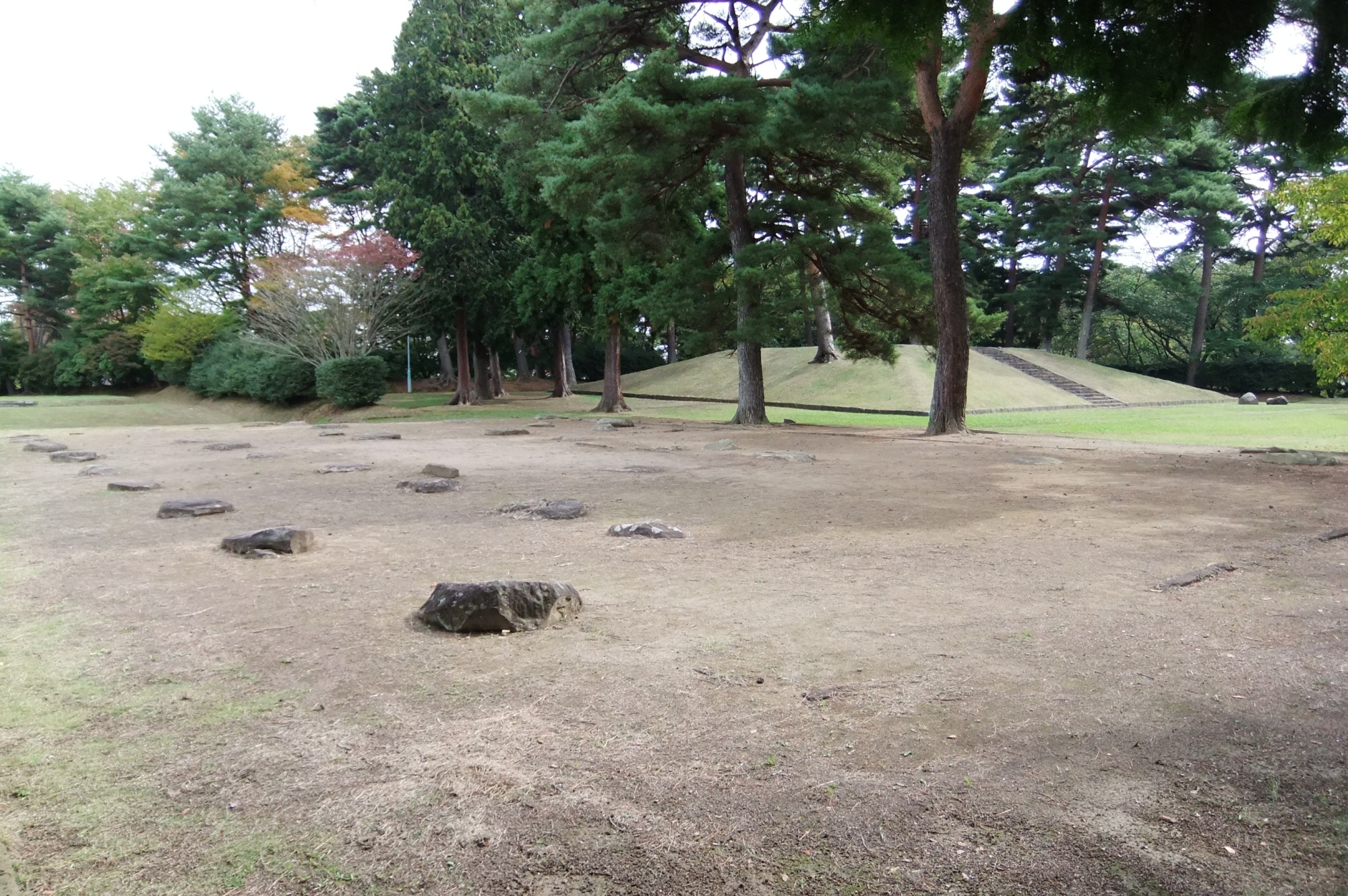
多賀城廃寺跡
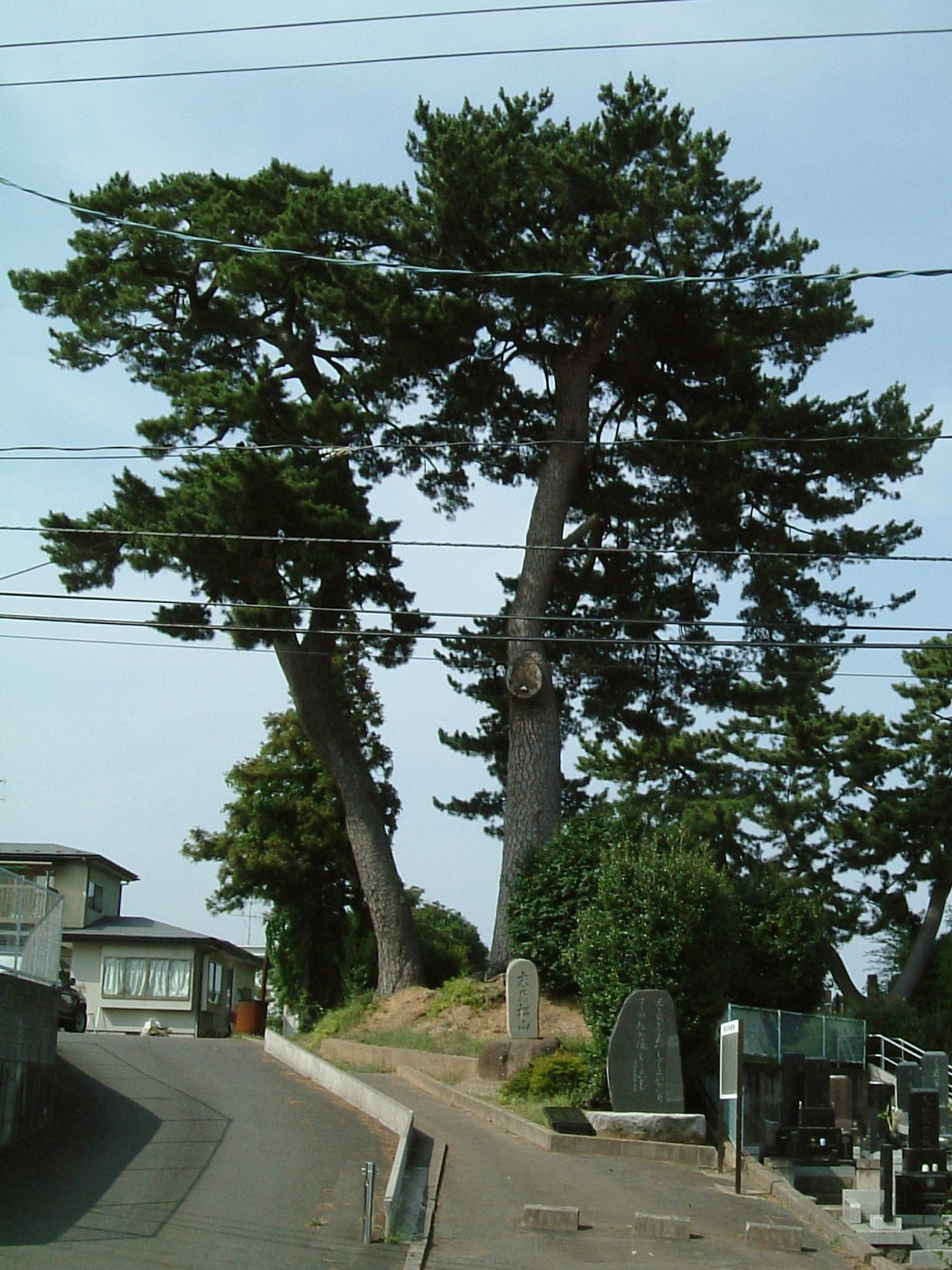
末の松山
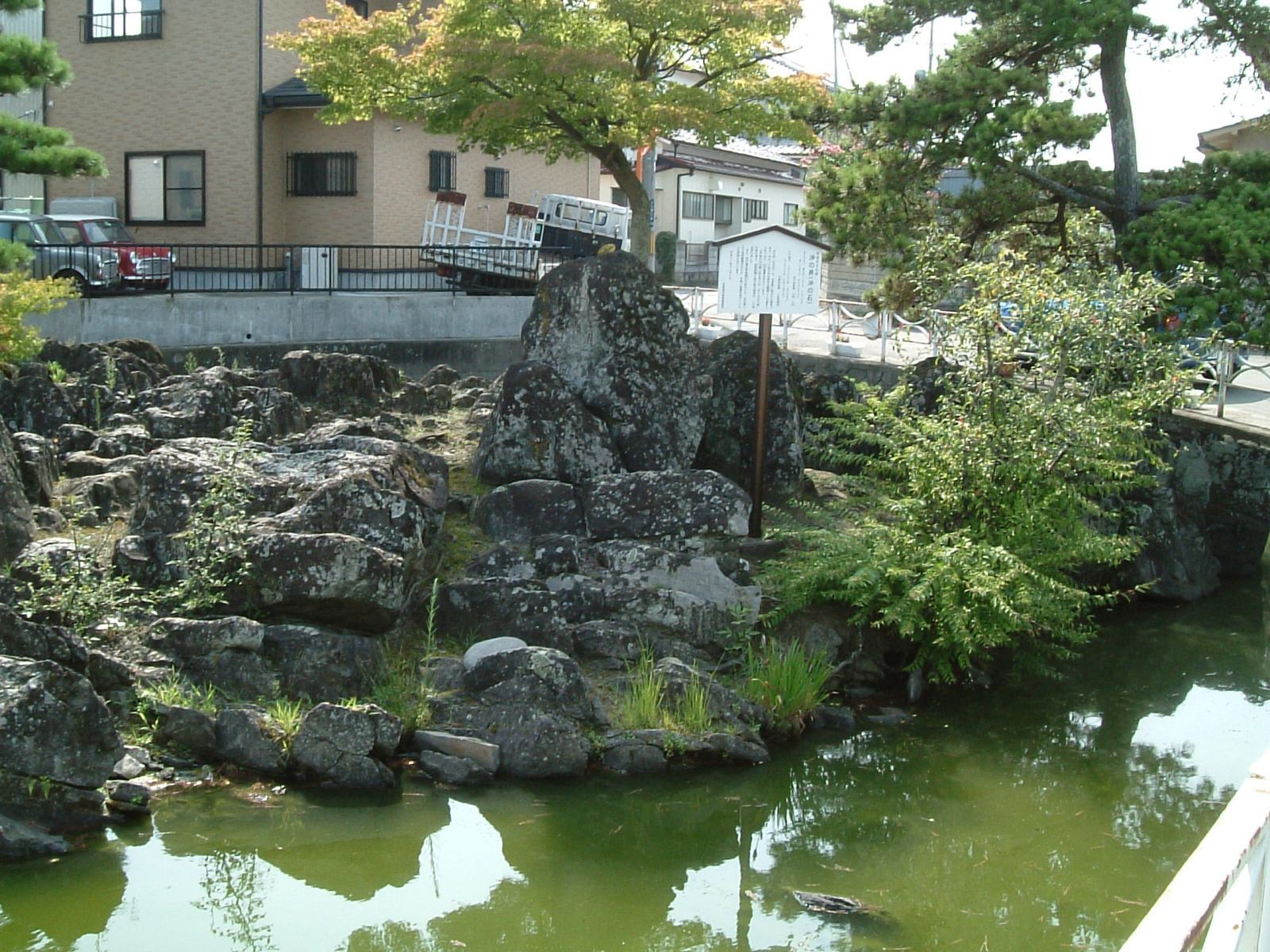
沖の井（沖の石）
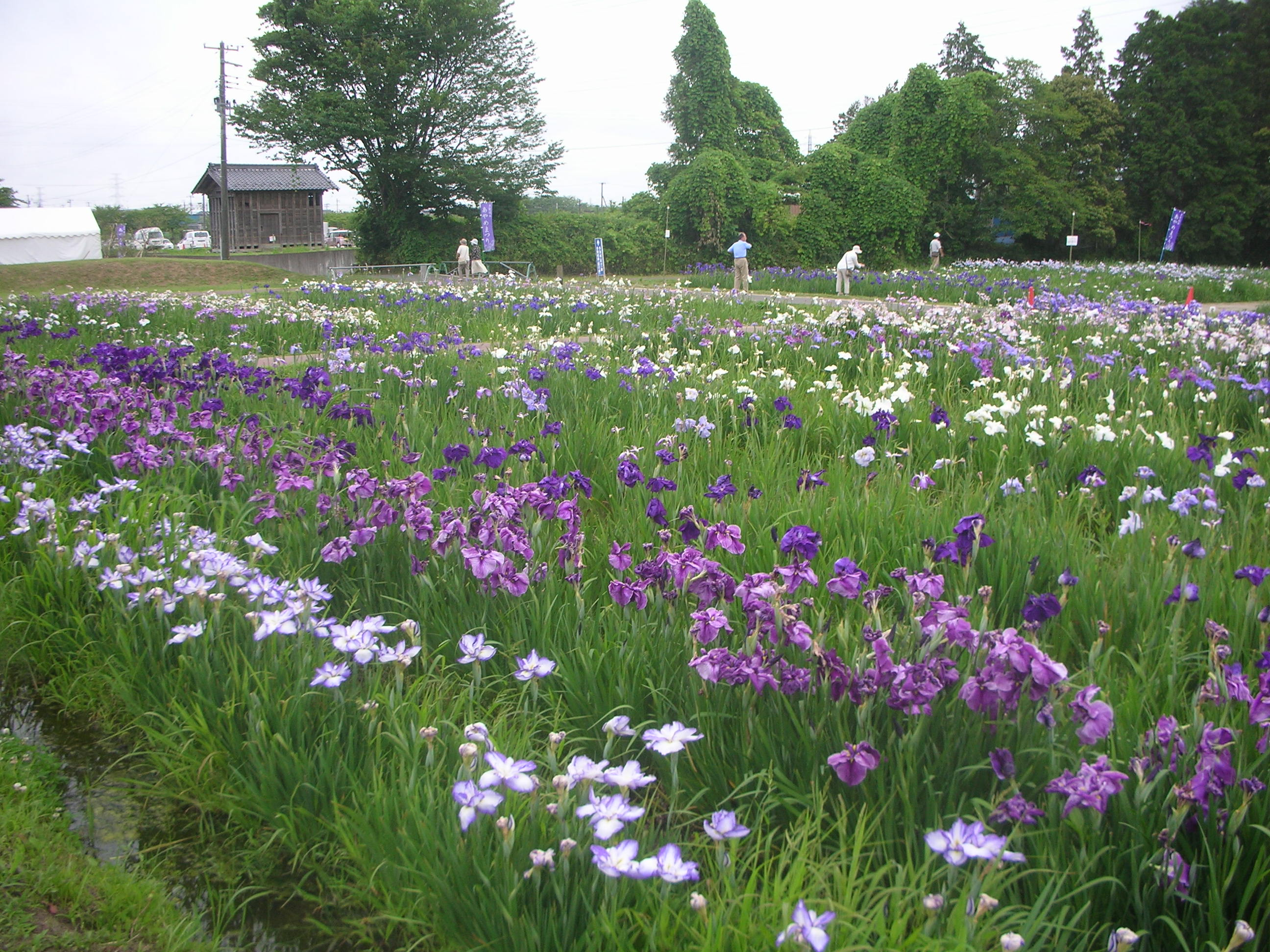
多賀城跡あやめ園
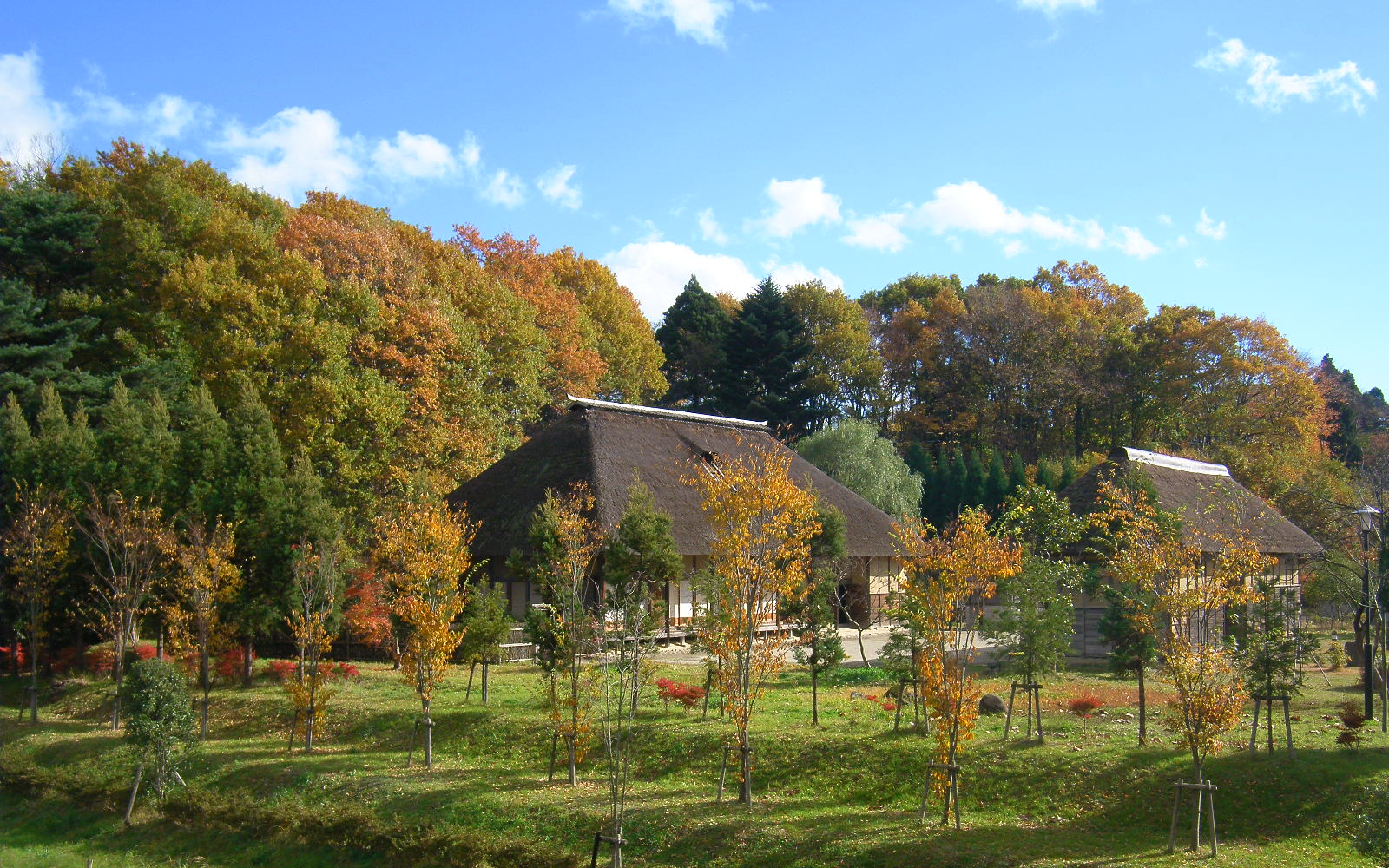
東北歴史博物館にある今野家住宅

## 文化・名物

### 祭事・催事
- 陸奥総社宮例大祭・八幡神社社例祭
- 史都・多賀城花と緑のふれあいまつり
- 多賀城跡あやめまつり

### 名産・特産
- 多賀城バナナ

## 出身の著名人
- 伊澤平藏（実業家、貴族院議員）
- 宮沢清作（弁護士、判事、衆議院議員）
- 板橋興宗（僧侶、大本山總持寺貫首）
- 吹谷しのぶ（フリーアナウンサー）
- 石森太二（プロレスラー、新日本プロレス）
- 安藤みのり（タレント）
- 奥山泰裕（プロサッカー選手、コバルトーレ女川）
- 太田裕哉（元プロ野球選手）
- 千葉雄大（俳優）
- 藤田夏未（元バレーボール選手）
- 宮澤茉凜（ギタリスト、One Year Later）
- 郷古廉（ヴァイオリニスト）
- こっちゃん選手（お笑い芸人、ニッキューナナ）
- 平沢大河（プロ野球選手、埼玉西武ライオンズ）
- 郷家友太（プロサッカー選手、ベガルタ仙台）
- 遠藤ゆめ（プロサッカー選手、マイナビ仙台レディース）